# Alban Meha
Alban Meha (Titovska Mitrovica, 26 aprile 1986) è un ex calciatore kosovaro naturalizzato albanese, di ruolo centrocampista.
Durante la sua militanza in Germania è stato soprannominato Snaiper, grazie alla sua capacità nel fare gol su calcio di punizione.

## Biografia
Nato a Kosovska Mitrovica in Kosovo, si è trasferito in Germania, (dove è cresciuto), con la sua famiglia. Ha anche un fratello più grande Feriz, anch'egli calciatore. Possiede anche il passaporto tedesco.

## Carriera

### Nazionale
Debutta con la nazionale albanese il 7 settembre 2012 nella partiva valida per le qualificazioni ai Mondiali 2014 contro Cipro, partita poi vinta per 3-1 dall'Albania.
Il 26 marzo 2013 nella partita amichevole contro la Lituania ha segnato il suo primo gol in nazionale con un gran tiro da fuori area, (da una distanza di 30 metri).
Il 30 agosto 2016, il commissario tecnico del Kosovo Albert Bunjaku ha convocato Meha in vista della partita valida per le qualificazioni al Mondiale 2018 da disputarsi contro la Finlandia. Per Meha – e per tutti gli altri giocatori che avessero già militato in un'altra nazionale maggiore – sarebbe servito il via libera a rappresentare il Kosovo dalla FIFA.
Il 5 settembre 2016 è stato così schierato titolare contro la selezione finnica, in una partita terminata sul punteggio di 1-1.

## Statistiche

### Presenze e reti nei club
Statistiche aggiornate al 17 marzo 2017.
| Stagione                 | Squadra                  | Campionato               | Campionato | Campionato | Coppe nazionali | Coppe nazionali | Coppe nazionali | Coppe continentali | Coppe continentali | Coppe continentali | Altre coppe | Altre coppe | Altre coppe | Totale | Totale |
| Stagione                 | Squadra                  | Comp                     | Pres       | Reti       | Comp            | Pres            | Reti            | Comp               | Pres               | Reti               | Comp        | Pres        | Reti        | Pres   | Reti   |
| ------------------------ | ------------------------ | ------------------------ | ---------- | ---------- | --------------- | --------------- | --------------- | ------------------ | ------------------ | ------------------ | ----------- | ----------- | ----------- | ------ | ------ |
| 2003-2004                | Kickers Stoccarda        | OLW                      | 1          | 0          | CG              | 0               | 0               | -                  | -                  | -                  | -           | -           | -           | 1+     | 0+     |
| 2004-2005                | Kickers Stoccarda        | OLW                      | 21         | 3          | CG              | 0               | 0               | -                  | -                  | -                  | -           | -           | -           | 21+    | 3+     |
| 2005-gen. 2006           | Kirchheim-Teck           | RLS                      | 22         | 3          | CG              | 0               | 0               | -                  | -                  | -                  | -           | -           | -           | 22+    | 3+     |
| gen.-giu. 2006           | Kickers Stoccarda        | OLB                      | ?          | ?          | CG              | 0               | 0               | -                  | -                  | -                  | -           | -           | -           | 0+     | 0+     |
| Totale Kickers Stoccarda | Totale Kickers Stoccarda | Totale Kickers Stoccarda | 22         | 3          |                 | 0               | 0               |                    | -                  | -                  |             | -           | -           | 22+    | 3+     |
| 2006-2007                | Kirchheim-Teck           | VLW                      | ?          | ?          | CG              | 0               | 0               | -                  | -                  | -                  | -           | -           | -           | 0+     | 0+     |
| Totale Kirchheim-Teck    | Totale Kirchheim-Teck    | Totale Kirchheim-Teck    | 22         | 3          |                 | 0               | 0               |                    | -                  | -                  |             | -           | -           | 22+    | 3+     |
| 2007-2008                | Reutlingen               | DL                       | 28         | 1          | CG              | 0               | 0               | -                  | -                  | -                  | -           | -           | -           | 28     | 1      |
| 2008-2009                | Reutlingen               | RLS                      | 29         | 3          | CG              | 0               | 0               | -                  | -                  | -                  | -           | -           | -           | 29     | 3      |
| 2009-2010                | Reutlingen               | RLS                      | 27         | 12         | CG              | 0               | 0               | -                  | -                  | -                  | -           | -           | -           | 27     | 12     |
| Totale Reutlingen        | Totale Reutlingen        | Totale Reutlingen        | 84         | 16         |                 | 0               | 0               |                    | -                  | -                  |             | -           | -           | 84     | 16     |
| 2010-2011                | Eintracht Trier          | RLW                      | 33         | 15         | CG              | 1               | 0               | -                  | -                  | -                  | -           | -           | -           | 34     | 15     |
| 2011-2012                | Paderborn 07             | ZL                       | 33         | 5          | CG              | 2               | 1               | -                  | -                  | -                  | -           | -           | -           | 35     | 6      |
| 2012-2013                | Paderborn 07             | ZL                       | 26         | 6          | CG              | 1               | 1               | -                  | -                  | -                  | -           | -           | -           | 27     | 7      |
| 2013-2014                | Paderborn 07             | ZL                       | 25         | 12         | CG              | 1               | 0               | -                  | -                  | -                  | -           | -           | -           | 26     | 12     |
| 2014-2015                | Paderborn 07             | BL                       | 18         | 3          | CG              | 0               | 0               | -                  | -                  | -                  | -           | -           | -           | 18     | 3      |
| Totale Paderborn 07      | Totale Paderborn 07      | Totale Paderborn 07      | 102        | 26         |                 | 4               | 2               |                    | -                  | -                  |             | -           | -           | 106    | 28     |
| 2015-2016                | Konyaspor                | SL                       | 24         | 4          | CT              | 6               | 1               | -                  | -                  | -                  | -           | -           | -           | 30     | 5      |
| 2016-2017                | Konyaspor                | SL                       | 11         | 0          | CT              | 2               | 0               | UEL                | 6                  | 0                  | -           | -           | -           | 19     | 0      |
| Totale Konyaspor         | Totale Konyaspor         | Totale Konyaspor         | 35         | 4          |                 | 8               | 1               |                    | 6                  | 0                  |             | -           | -           | 49     | 5      |
| Totale carriera          | Totale carriera          | Totale carriera          | 298        | 67         |                 | 13              | 3               |                    | 6                  | 0                  |             | -           | -           | 317    | 70     |

### Cronologia presenze e reti in Nazionale
| Cronologia completa delle presenze e delle reti in nazionale ― Kosovo | Cronologia completa delle presenze e delle reti in nazionale ― Kosovo | Cronologia completa delle presenze e delle reti in nazionale ― Kosovo | Cronologia completa delle presenze e delle reti in nazionale ― Kosovo | Cronologia completa delle presenze e delle reti in nazionale ― Kosovo | Cronologia completa delle presenze e delle reti in nazionale ― Kosovo | Cronologia completa delle presenze e delle reti in nazionale ― Kosovo | Cronologia completa delle presenze e delle reti in nazionale ― Kosovo |
| Data                                                                  | Città                                                                 | In casa                                                               | Risultato                                                             | Ospiti                                                                | Competizione                                                          | Reti                                                                  | Note                                                                  |
| --------------------------------------------------------------------- | --------------------------------------------------------------------- | --------------------------------------------------------------------- | --------------------------------------------------------------------- | --------------------------------------------------------------------- | --------------------------------------------------------------------- | --------------------------------------------------------------------- | --------------------------------------------------------------------- |
| 5-9-2016                                                              | Turku                                                                 | Finlandia                                                             | 1 – 1                                                                 | Kosovo                                                                | Qual. Mondiali 2018                                                   | -                                                                     | 90+3’                                                                 |
| 9-10-2016                                                             | Cracovia                                                              | Ucraina                                                               | 3 – 0                                                                 | Kosovo                                                                | Qual. Mondiali 2018                                                   | -                                                                     | 54’                                                                   |
| Totale                                                                |                                                                       | Presenze                                                              | 2                                                                     |                                                                       | Reti                                                                  | 0                                                                     |                                                                       |

| Cronologia completa delle presenze e delle reti in nazionale ― Albania | Cronologia completa delle presenze e delle reti in nazionale ― Albania | Cronologia completa delle presenze e delle reti in nazionale ― Albania | Cronologia completa delle presenze e delle reti in nazionale ― Albania | Cronologia completa delle presenze e delle reti in nazionale ― Albania | Cronologia completa delle presenze e delle reti in nazionale ― Albania | Cronologia completa delle presenze e delle reti in nazionale ― Albania | Cronologia completa delle presenze e delle reti in nazionale ― Albania |
| Data                                                                   | Città                                                                  | In casa                                                                | Risultato                                                              | Ospiti                                                                 | Competizione                                                           | Reti                                                                   | Note                                                                   |
| ---------------------------------------------------------------------- | ---------------------------------------------------------------------- | ---------------------------------------------------------------------- | ---------------------------------------------------------------------- | ---------------------------------------------------------------------- | ---------------------------------------------------------------------- | ---------------------------------------------------------------------- | ---------------------------------------------------------------------- |
| 7-9-2012                                                               | Tirana                                                                 | Albania                                                                | 3 – 1                                                                  | Cipro                                                                  | Qual. Mondiali 2014                                                    | -                                                                      | 45’                                                                    |
| 11-9-2012                                                              | Lucerna                                                                | Svizzera                                                               | 2 – 0                                                                  | Albania                                                                | Qual. Mondiali 2014                                                    | -                                                                      | 45’                                                                    |
| 12-10-2012                                                             | Tirana                                                                 | Albania                                                                | 1 – 2                                                                  | Islanda                                                                | Qual. Mondiali 2014                                                    | -                                                                      |                                                                        |
| 26-3-2013                                                              | Tirana                                                                 | Albania                                                                | 4 – 1                                                                  | Lituania                                                               | Amichevole                                                             | 1                                                                      |                                                                        |
| 15-11-2013                                                             | Adalia                                                                 | Bielorussia                                                            | 0 – 0                                                                  | Albania                                                                | Amichevole                                                             | -                                                                      | 65’                                                                    |
| 5-3-2014                                                               | Durazzo                                                                | Albania                                                                | 2 – 0                                                                  | Malta                                                                  | Amichevole                                                             | 1                                                                      | 65’                                                                    |
| 8-10-2015                                                              | Elbasan                                                                | Albania                                                                | 0 – 2                                                                  | Serbia                                                                 | Qual. Euro 2016                                                        | -                                                                      | 83’                                                                    |
| Totale                                                                 |                                                                        | Presenze                                                               | 7                                                                      |                                                                        | Reti                                                                   | 2                                                                      |                                                                        |

## Palmares

### Club

#### Competizioni nazionali
- Coppa di Turchia: 1

Konyaspor: 2016-2017
- Supercoppa di Turchia: 1

Konyaspor: 2017